# رودریگو گومز (بازیکن فوتبال آرژانتینی)
رودریگو گومز (انگلیسی: Rodrigo Gómez؛ زادهٔ ۲ ژانویهٔ ۱۹۹۳) بازیکن فوتبال اهل آرژانتین است.
از باشگاه‌هایی که در آن بازی کرده‌است می‌توان به باشگاه اتلتیکو ایندپندینته اشاره کرد.